# Sik (stad)
Sik is een stad en gemeente (majlis daerah; district council) in de Maleisische deelstaat Kedah.
Sik is de hoofdplaats van het gelijknamige district.